# Panzós
Panzós – miasto w Gwatemali, w departamencie Alta Verapaz. W 2012 roku gminę zamieszkiwało 59,5 tys. mieszkańców. Przemysł spożywczy, włókienniczy.